# Strategikon (Maurice)

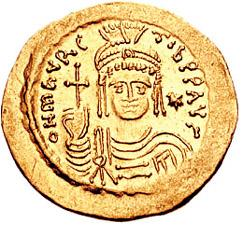
Pièce de monnaie représentant l'empereur byzantin Maurice.

Le Strategikon ou Strategicon (en grec : Στρατηγικόν) est un traité de stratégie militaire qui aurait été rédigé pendant le VIe siècle et le plus souvent attribué à l'empereur byzantin Maurice. Il contient également des conseils pratiques ainsi qu'une liste d'infractions militaires et les châtiments à appliquer. Dans l'introduction, son auteur indique qu'il s'agit « d'un manuel modeste et élémentaire » écrit pour ceux qui se destinent à la fonction de général.

## Rédaction
Le Strategikon serait le fruit d'un effort pour codifier les réformes militaires imposées par l'empereur et soldat Maurice. Cependant, les historiens débattent de l'auteur véritable. Maurice aurait seulement commandé le Strategikon ; son frère Pierre, ou un autre général byzantin, aurait alors écrit l'ouvrage. La date de parution est aussi débattue. S'il a été écrit au VIe siècle, il aurait servi à codifier les expériences militaires de Maurice lors des campagnes dans les Balkans (582-602) et dans l'Empire perse (572-591), ou encore ces campagnes ont été menées dans le but d'éprouver les stratégies exposées dans le manuel. C'est à partir du XIXe siècle que des historiens avancent une parution au cours du VIIIe siècle ou du IXe siècle sur des bases philologiques et technologiques. Dans tous les cas, il s'agit de l'un des plus importants ouvrages militaires du Moyen Âge, avec les traités du Xe siècle des empereurs byzantins Léon VI le Sage (Tactica) et Nicéphore II Phocas (De velitatione et Praecepta Militaria). D'ailleurs, le Tactica de Léon VI s'inspire largement du Strategikon.

## Description
Le manuel comprend 12 livres sur les tactiques utilisées par l'armée byzantine aux VIe et VIIe siècles. Il se concentre sur les formations tactiques de cavalerie, mais il s'appesantit aussi sur l'infanterie, les sièges, l'intendance militaire, les exercices et les marches. Les livres VII et VIII contiennent des conseils pratiques destinés au général sous la forme d'instructions et de maximes. Le livre XI se penche sur l'ethnographie des ennemis de l'empire de cette époque : les Francs, les Lombards, les Avars, les Turcs et les Slaves. 
- Livre I : Introduction.
- Livre II : La formation tactique de cavalerie.
- Livre III : Formations de la cavalerie tagma.
- Livre IV : Embuscades.
- Livre V : Intendance militaire.
- Livre VI : Des tactiques et des exercices.
- Livre VII : Stratégie. Les aspects qu'un général doit considérer.
- Livre VIII : [Instructions générales et maximes].
- Livre IX : Attaques surprises.
- Livre X : [Sièges].
- Livre XI : Caractéristiques et tactiques de différents peuples.
- Livre XII : [Formations mixtes, infanterie, camps et chasse].

Le Strategikon impose des règles pour une direction efficace. Selon l'auteur, la vie d'un général doit être sans artifice et simple comme celles des soldats qu'il commande. Il doit se montrer paternel, donner des ordres calmement et tenter en autant que possible de suggérer. Il doit discuter des sujets importants en face à face. Son premier souci devrait être leur sûreté, leur alimentation et le paiement régulier des salaires.
Le Strategikon est également un ouvrage de droit puisqu'il comprend une liste d'infractions militaires et de peines à imposer.

## Publications
- (en) Maurice's Strategikon, Handbook of Byzantine Military Strategy  (trad. du grec ancien par George T. Dennis), Philadelphie, University of Pennsylvania Press, 1984,, 178 p. (ISBN 978-0-8122-7899-6 et 0-8122-7899-2) (seconde édition en 2001, (ISBN 0-8122-1772-1)).
- Mauricii Strategicon, collection Corpus Fontium Historiae Byzantinae, numéro 17, traduction et notes de George T. Dennis, Akademie der Wissenschaften, Vienne, 1981, (ISBN 3-7001-0403-0).